# Eline Roebers
Eline Roebers (Amsterdã, 22 de maio de 2006) é uma mestre internacional de xadrez holandesa, atual campeã feminina da Holanda, e foi a campeã juvenil holandesa de 2022 na seção aberta. 
Roebers foi campeã mundial juvenil online de 2020 na divisão feminina sub-14 e foi a primeira jogadora holandesa a vencer um Campeonato Mundial Juvenil em qualquer categoria. Roebers começou a jogar xadrez aos sete anos, sendo treinada pelo mestre internacional holandês Robert Ris.

## Carreira no xadrez

### 2021
Roebers venceu o Brugse Meesters na Bélgica em agosto de 2021, terminando em primeiro lugar com uma pontuação de 7½/9 e tendo os melhores critérios de desempate.

### 2022
Ela também se tornou a jogadora mais jovem e a primeira mulher a vencer o Untergrombach Open na Alemanha em janeiro de 2022, derrotando o grande mestre russo Vyacheslav Ikonnikov na rodada final para terminar em primeiro lugar com uma pontuação de 6½/7. Eline jogou no primeiro tabuleiro na seção feminina da 44ª Olimpíada de Xadrez em Chennai, com uma pontuação de 7,5/10 e uma performance de 2532 o que lhe rendeu uma medalha de prata individual.

### 2023
Ela jogou no Tata Steel Challanger, realizado em Wijk aan Zee, Holanda. Como a jogadora com a classificação mais baixa no torneio, ela derrotou o GM Erwin L'Ami na segunda rodada.
Ela disputou a Copa do Mundo de Xadrez Feminino de 2023, derrotando Yamama Asif Abdula Al Fayyadh, Mona Khaled e Klaudia Kulon, todas por 2 a 0, antes de ser eliminada por Harika Dronavalli na quarta rodada.

### 2024
Venceu o torneio Crown Group realizado na Holanda 1 ponto a frenta da GM Alexandra Kosteniuk.